# 스패니시 버네벌런트 소사이어티
스패니시 베내볼란트 조합(Spanish Benevolent Society)은 사교클럽으로서 뉴욕시에서 1868년 설립된 스페인계 미국이민자조합이다. 이곳은 239번지 서쪽 14가 그리고 지금은 사라진 작은스페인(Little Spain)에 위치해 있었다.

## 역사
수많은 뛰어난 스페인계 예술가, 이민자, 유명인사들이 150년이 넘는 그지역의 역사동안 거주하였었고, 그예로는 피카소(Picasso), 달리(Dali),브누엘(Bunuel), 그리고 페드리코 가르시아 롤카(Federico Garcia Lorca) 등이 있다. 2010년, 그곳 건물에서 일 년이상 예술가로 거주하였던 스페인계 미국인 영화제작자(Spanish America filmmaker)이자 작가(Writer)인 알터 밸더(Artur Balder)는 작은 스페인(Little Spain)이라는 이곳 역사를 처음으로 밝혀주는 다큐멘터리 영화를 제작하였다. 그곳에 기록보관소는 이전에는 대중에 공개되지 않았던450개 이상의 사진과 150개 이상의 문서를 보관하고 있었다. 그것들은 20세기 뉴욕시의 작은스페인(Little Spain)의 역사를 대변하는 것이였다.

## 임무
1868년에 설립된 이단체의 주요목적은 미국에 거주하는 모든 스페인계와 남미계 미국이민자들간의 연대 및 박애정신을 전파하고 확대하며 촉진하는 것이었다. 초기에 이단체는 스페인계 이민자들에게 건강상 필요한 음식과 쉼터를 제공하는 기본적인 서비스와 그 후에 정착을 마련해 주는 서비스를 제공하였고 또한 뉴욕에서 고향을 대신할 수 있는 그들의 안식처가 되어주었다. 세월이 지나 회원들의 요구가 다양해졌음에도 불구하고,이단체는 아직도 새 삶을 찾아 뉴욕으로 온 스페인계 이민자들의 정착을 도와주는 활동은 지속하고 있다.
모든 스페인계 이민자들;예술인, 여행객, 전문직, 그외에 많은 사람들이 뉴욕시의 작은 스페인(Little Spain)에 도움을 받았다. 이 지역은 또한 혁신적인 감독 브뉴엘 루이스(Bunuel Luis) 감독과 유명한 인문서 뉴욕의 시(Poet in New York)를 집필한 현대시인 페드리코 가르시아 롤카(Federico Garcia Lorca) 등의 정치적 반대세력과 혁명가들 또는 아방가르드(Avant-garde) 시인들간의 만남의 장소로도 활용되었다. 피카소(Picasso) 또한 이지역에서 향수를 달래기위해 방문하곤 했다고 한다.
더 센트로 에스퍄뇰-스패니시 베네볼란트(The Centro Español – Spanish Benevolent) 협회는 또한 이 역동적인 이곳의 역사를 보존하는 역할 또한 도맡고 있다. 14가와 7 , 8 애비뉴 사이의 작은스페인(Little Spain)라고 불리는 이지역은 마지막남은 소수집단의 거주지로써 번창하고 있다. 이협회는 그지역의 중심지였으며, 그리고 또한 그들의 작은스페인(Little Spain)의 부흥운동의 심장부로서 남아있을것이다.
뉴욕14 가의 그린위치 빌리지(Greenwich Village)와 첼시(Chelsea) 그리고 미트팩킹(Meatpacking) 거리의 건너편에 위치한 아름다운 브라운스톤 거리에서 협회의 중심회원들이 스페인문화와 음식에 대한 사랑을 공유하고 살았다고 한다. 이곳은 다양하고 다문화적인 스페인 문화뿐 아니라 스페인 언어, 관습등의 표현과 홍보까지도 지원하는 것으로 여겨진다. 이곳에서 그들의 다문화적인 주제에 관련 행사가 매주 열리고 있다.
이 스패니시 베네볼란트 협회(Spanish Benevolent Society)는 미국비영리 단체로써 면세, 기부 단체이다. 14가에 있는 이협회는 회원제로 운영되며 회원들과 동반기업체의 지원을 받고있다.